# Stadion im. Marszałka Józefa Piłsudskiego we Lwowie
Stadion im. Marszałka Józefa Piłsudskiego – nieistniejący już, wielofunkcyjny stadion we Lwowie, na Ukrainie. Został otwarty 29 czerwca 1923 roku. Mógł pomieścić około 12 000 widzów. W okresie przynależności Lwowa do II Rzeczypospolitej swoje spotkania rozgrywali na nim piłkarze klubu Czarni Lwów. Obiekt zlikwidowano pod koniec lat 70. XX wieku. Na jego miejscu znajduje się gmach Państwowej Służby Podatkowej w obwodzie lwowskim.

## Historia
Stadion Czarnych Lwów został oddany do użytku 23 czerwca 1923 roku, w dwudziestolecie istnienia Czarnych. Obiekt stanął naprzeciwko stadionu Pogoni Lwów, na terenie dawnego toru wyścigów konnych (tzw. tor Cetnera). Na początku października 1924 roku na stadionie oddano do użytku bieżnię lekkoatletyczną.
W nocy z 2 na 3 września 1930 roku doszło do pożaru głównej trybuny stadionu, w wyniku którego ta całkowicie spłonęła. Przyczyną pożaru było najprawdopodobniej podpalenie dokonane przez nacjonalistyczne organizacje ukraińskie. Zdarzenie odbiło się szerokim echem w całej Polsce, apelowano o składanie datków na odbudowę trybuny, a Liga Polska nałożyła na kluby obowiązek sprzedawania cegiełek dołączanych do biletów na spotkania ligowe. Na czas odbudowy stadionu Czarni mogli nieodpłatnie korzystać z obiektów Pogoni Lwów. Nową, żelbetową trybunę na stadionie Czarnych oddano do użytku 2 sierpnia 1931 roku. Obiekt po odbudowie uzyskał imię Marszałka Józefa Piłsudskiego. Stadion uchodził za jeden z najlepszych i najnowocześniejszych w całej II RP, a murawa zyskała miano najlepszej w kraju.
Po II wojnie światowej, kiedy Lwów znalazł się w granicach Związku Radzieckiego, z obiektu korzystał klub Dynamo Lwów. Stadion stracił na znaczeniu po wybudowaniu we Lwowie w latach 60. XX wieku stadionów SKA oraz Drużba (później Ukraina). Obiekt ostatecznie został zlikwidowany pod koniec lat 70. XX wieku, a na jego miejscu stanął budynek izby skarbowej.
W okresie międzywojennym na stadionie trzy spotkania towarzyskie rozegrała piłkarska reprezentacja Polski: 2 września 1923 roku z Rumunią (1:1), 12 września 1926 roku z Turcją (6:1) i 14 października 1934 roku ponownie z Rumunią (3:3).